# Marina Cwietajewa
Marina Iwanowna Cwietajewa (ros. Марина Ивановна Цветаева; ur. 26 września?/8 października 1892 w Moskwie, zm. 31 sierpnia 1941 w Jełabudze) – rosyjska pisarka, uważana za jedną z najważniejszych i najoryginalniejszych rosyjskich poetek XX wieku Jej utwory były kontynuacją sprzeczności prądów akmeizmu i symbolizmu. Wśród poruszanych przez nią tematów była m.in. kobieca seksualność oraz namiętność. Jej spuścizna literacka zaczęła być doceniana dopiero w latach 60. XX w., a wiele utworów zaginęło.

## Życiorys

### Dzieciństwo i młodość
Urodziła się w moskiewskiej rodzinie profesora Iwana Władimirowicza Cwietajewa, filologa i historyka sztuki, założyciela Muzeum Sztuk Plastycznych w Moskwie oraz Marii Aleksandrowny Meyn, pianistki mającej korzenie polsko-niemieckie. Jej babcią ze strony matki była Polka, Maria Biernacka (Мария Лукинична Бернацкая), córka Łukasza Biernackiego (Лука Александрович Бернацкий) i hrabiny Marianny Ledóchowskiej (Марианна Станиславовна Ледуховская). Rosyjska poetka była spokrewniona ze świętą Kościoła katolickiego Urszulą Ledóchowską, założycielką zakonu żeńskiego urszulanek. Pradziad Mariny Cwietajewej, Łukasz Biernacki żył 94 lata, a swoją długowieczność odziedziczył po ojcu, Aleksandrze (1696–1814), polskim szlachcicu, który dożył sędziwego wieku 118 lat. Do rodziny należał też Dmitrij Iłowajski, rosyjski historyk, który był teściem Iwana Cwietajewa.
W 1902 matka zachorowała na gruźlicę, w związku z czym Marina podróżowała po wielu krajach Europy: Włoszech, Szwajcarii i Niemczech. Częściowo też odbywała nauki za granicą, w tym na pensjach w Lozannie i Fryburgu. W 1909 uczestniczyła w kursie literatury francuskiej na Sorbonie.  
Od 6 roku życia pisała wiersze (także w języku francuskim i niemieckim). W 1910 wydała debiutancki tomik poezji pt. Album wieczorny, pokrywając koszta z własnych środków. Publikacja została dość ciepło przyjęty przez krytykę. Jej wiersze zostały dostrzeżone przez krytyków i poetów rosyjskiego „Srebrnego wieku”, m.in. Walerija Briusowa, Wołoszyna i Nikołaja Gumilowa. W 1911 porzuciła liceum, nie uzyskując matury. 
W styczniu 1912 wyszła za Siergieja Efrona, a we wrześniu urodziła córkę, Ariadnę. Również w 1912 wydała własnym kosztem tom poezji pt. Latarnia czarnoksięska, który jednak zyskał słabe recenzje, gdyż uznano te wiersze za mocno infantylne. Młode małżeństwo żyło na koszt ojca Cwietajewej, a po jego śmierci w 1913 ze spadku. Od 1915 w praktyce sama wychowywała córkę, gdyż mąż zgłosił się jako sanitariusz do armii, a od 1917 walczył w armii białych. W kwietniu 1917 urodziła drugą córkę, Irinę.
Rewolucję październikową przyjęła z wrogością, widząc w niej powstanie „sił szatańskich”. Jednocześnie czas ten był okresem powstania znakomitych wierszy, opublikowanych w tomiku Wiorsty (1921). Nie mając zawodu ani praktycznych umiejętności, utraciwszy w wyniku rewolucji oszczędności, żyła w Moskwie w nędzy. Ponieważ córka Irina okazała się upośledzona umysłowo, oddała ją do przytułku, gdzie po paru miesiącach, nieodwiedzana przez matkę zmarła z wycieńczenia.

### Na emigracji
W 1922 bolszewicy pozwolili jej na emigrację. W maju wyjechała do Berlina, gdzie połączyła się z żyjącym na emigracji mężem i przeniosła się z nim do Pragi, gdzie żyli głównie ze stypendium wypłacanego emigrantom rosyjskim przez miejscowy rząd. Tu w lutym 1925 urodziła ostatnie dziecko, Gieorgija (być może ojcem był Borys Pasternak, jednak oficjalnie uznał dziecko S. Efron). Jeszcze w Berlinie emigracyjne wydawnictwa wydały dwa tomy poezji Cwietajewej: Wiersze do Błoka i Rozłąka, pozytywnie przyjęte przez krytykę. W czasie pobytu w Czechosłowacji ukazał się kolejny tom wierszy pt. Rzemiosło, cieszący się wielką popularnością. W sumie w tym okresie wczesnej emigracji powstały poematy manifestujące namiętny stosunek do życia, o kunsztownej retoryce. Na emigracji tworzyła także eseje oraz wspomnienia, zwłaszcza w późniejszym okresie, gdy jej poezje były coraz gorzej przyjmowane przez czytelników.
W 1925 Efronowie osiedlili się we Francji, początkowo w Paryżu, potem, głównie ze względów finansowych, na prowincji. Jednocześnie zaczął się upadek kariery literackiej Cwietajewej. Nowe wiersze poetki cechowały się nowoczesnością formy i agresywnością stylu, co wzbudziło negatywne uczucia u wielu wydawców i czytelników. Co więcej, były tam wypowiedzi, które uraziły praktycznie wszystkie kręgi rosyjskiej emigracji, a także władze sowieckie. Monarchistów oburzała krytyka roli caratu w złamaniu kariery Puszkina, bolszewików drażniły wiersze sławiące męstwo białych, a także krytyka stosunków panujących w Rosji sowieckiej, a wszystkich emigrantów uraziło uznanie przez Cwietajewą wysokiego poziomu artystycznego bolszewickich pisarzy, np. Gorkiego i Majakowskiego. Dodatkowo Cwietajewa zaczęła silnie krytykować wyalienowaną i pozbawioną nadziei postawę całej emigracji. Przede wszystkim jednak, do izolacji Cwietajewej doprowadziła działalność jej męża, który od połowy lat 20. zaczął głosić coraz bardziej lewicowe poglądy, a następnie zbliżać się do bolszewików i działać na rzecz wyjazdu emigrantów do ZSRR. Ostatecznie został agentem OGPU.
W 1937 do ZSRR wyjechała córka Cwietajewej Ariadna. Parę miesięcy później do tego kraju zbiegł też Siergiej, ścigany przez policję za współorganizację z ramienia OGPU morderstwa Ignacego Reissa (Poreckiego). Uwikłany też był we współpracę z INO NKWD (podobnie jak gen. Nikołaj Skoblin czy żona generała Nadieżda Plewicka).

### Ostatnie lata życia
W 1939 postanowiła połączyć się z mężem, zwłaszcza że niemal pełna izolacja w środowisku emigracyjnym pozbawiła ją środków do życia. Jeszcze przed jej powrotem, we wrześniu 1937, aresztowana została jej siostra Anastazja (uwolniona dopiero w połowie lat 50. XX wieku). W czerwcu 1939 Cwietajewa wraz z synem przybyła do ZSRR. Z mężem i dziećmi otrzymali mieszkanie w daczy należącej do NKWD w podmoskiewskim Bolszewie. W sierpniu tego roku aresztowano córkę Cwietajewej, a w październiku tegoż roku męża Siergieja (oboje oskarżono i skazano za szpiegostwo i działalność w organizacjach emigracyjnych). Pomimo tego, że Cwietajewa była „żoną wroga ludu”, wbrew typowym praktykom tych czasów, Cwietajewej nie aresztowano i nie pozbawiono pracy. Musiała się wyprowadzić z daczy NKWD, otrzymała jednak od państwowego Funduszu Literatury mieszkanie w podmoskiewskim Golicynie, bezpłatne wyżywienie oraz zlecenia na tłumaczenia z języków obcych. Pomimo listów Cwietajewej do Berii, w których powoływała się na prosowiecką działalność szpiegowską męża i jego poglądy komunistyczne, mąż pozostał w więzieniu (został rozstrzelany 16 sierpnia 1941), podobnie jak córka, przebywająca w łagrach, a potem na zesłaniu do 1955. Próbowała też wydać swoje wiersze, jednak uzyskały one bardzo niskie opinie recenzentów (zgodne zresztą z wcześniejszymi opiniami czołowych sowieckich literatów, m.in. Majakowskiego, Gorkiego, a nawet Achmatowej).
Z powodów finansowych musiała zamienić mieszkanie na tańsze, ale dalej mieszkała w Moskwie albo jej okolicach. Po wybuchu wojny Cwietajewa z synem, jak inni literaci, została ewakuowana do Jełabugi w Tatarstanie, gdzie samotność, poczucie bezsilności, nędza oraz konflikt z synem sprawiły, że popełniła samobójstwo, wieszając się.
Została pochowana na tamtejszym cmentarzu, choć dokładne miejsce jest nieznane. W tej części cmentarza, w której znajduje się jej domniemany grób, siostra poetki, Anastazja Cwietajewa, postawiła w 1960 krzyż, a w 1970 wybudowano granitowy nagrobek. W domu, w którym mieszkała, znajduje się teraz poświęcone jej muzeum.

## Wybrana twórczość
| - 1910 – Wieczernyj albom (ros. Вечерний альбом) – debiut literacki - 1912 – Wołszebnyj fonar' (ros. Волшебный фонарь) - 1913 – Iz dwuch knig (ros. Из двух книг) - 1913–1915 – Junoszeskije stichi (ros. Юношеские стихи) - 1920 – Car'-diewica (ros. Царь-девица) - 1916–1921 – Stichi k Błoku (ros. Стихи к Блоку) - 1921: - Wiorsty (ros. Вёрсты) - Lebiedinyj stan (ros. Лебединый стан) - 1922: - Razłuka (ros. Разлука) - Koniec Kazanowy (ros. Конец Казановы) - 1923: - Riemiesło (ros. Ремесло) - Psicheja. Romantika (ros. Психея. Романтика) - 1924 – Mołodiec (ros. Молодец) - 1928 – Posle Rossii (ros. После России) - Podruga (ros. Подруга) - Lebiedinyj stan (ros. Лебединый стан) - Majakowskomu (ros. Маяковскому) - 1914 – Czarodiej (ros. Чародей) - 1921 – Na Krasnom Konie (ros. На Красном Коне) - 1924, 1939 – Poema Gory (ros. Поэма Горы) - 1924 – Poemat końca (ros. Поэма Конца) - 1925 – Krysołow (ros. Крысолов) - 1926: - S moria (ros. С моря) - Popytka komnaty (ros. Попытка комнаты) - Poema Lestnicy (ros. Поэма Лестницы) - 1927: - Nowogodnieje (ros. Новогоднее) - Poemat powietrza (ros. Поэма Воздуха) - 1928 – Krasnyj byczok (ros. Красный бычок) - 1929 – Pieriekop (ros. Перекоп) - 1930 – Sibir' (ros. Сибирь) - 1920 – Car'-Diewica (ros. Царь-Девица) - 1922: - Pierieułoczki (ros. Переулочки) - Mołodiec (ros. Молодец) | - 1928: - Czerwonnyj walet (ros. Червонный валет) - Mietiel (ros. Метель) - Fortuna (ros. Фортуна) - 1918–1919 – Prikluczenije (ros. Приключение) - 1919: - Kamiennyj Amgieł (ros. Каменный Ангел) - Fieniks (ros. Феникс) - 1924 – Ariadna (ros. Ариадна) - 1927 – Fiedra (ros. Федра) - 1910 – Wołszebstwo w stichach Briusowa (ros. Волшебство в стихах Брюсова) - 1933 – Żywoje o żywom (ros. Живое о живом) - 1934: - Plennyj duch (ros. Пленный дух) - Dom koło Starego Pimena: Szkice i wspomnienia (ros. Дом у Старого Пимена) - 1935 – Mat' i muzyka (ros. Мать и музыка) - 1936 – Niezdziesznij wieczer (ros. Нездешний вечер) - 1937 – Moj Puszkin (ros. Мой Пушкин) - 1938 – Powiest' o Sonieczkie (ros. Повесть о Сонечке) - Puszkin i Pugaczow (ros. Пушкин и Пугачёв) - Iskusstwo pri swietie sowiesti (ros. Искусство при свете совести) - Poet i wriemia (ros. Поэт и время) - Epos i lirika sowriemiennoj Rossii (ros. Эпос и лирика современной России) - Memuary (ros. Мемуары) - Skazka matieri (ros. Сказка матери) - Istorija odnogo poswiaszczenija (ros. История одного посвящения) - Jegoruszka (ros. Егорушка) - Niesbywszajasia poema (ros. Несбывшаяся поэма) - Piewica (ros. Певица) - Awtobus (ros. Автобус) - Poema o Carskoj Siemje (ros. Поэма о Царской Семье) - Pjesa o Meri(ros. Пьеса о Мэри) |  |